# 우에무라 유토
우에무라 유토(일본어: 上村 祐翔 うえむら ゆうと[*])는 1993년 10월 23일 사이타마현 출신이며 일본의 성우, 배우이다. 대표작은 문호 스트레이 독스의 나카지마 아츠시가 유명하며 소속사는 극단 히마와리이다. 그가 맡은 주연은 신들의 장난의 토츠카 츠키토, 난바카의 쥬고, 문호 스트레이 독스의 나카지마 아츠시 달링 인 더 프랑키스의 히로, 소드가이의 오가타 가이, 천랑의 유리 지로프, 츠루네 -카제마이고교 궁도부-의 나루미야 미나토 비프로덕션의 마스나가 카즈사 빈란드 사가의 토르핀 카를세프니 나는 100만명의 목숨 위에 서 있다의 요츠야 유스케이다.

## 출연 작품

### 극장판 애니메이션
- 2021년 시도니아의 기사 : 사랑을 잣는 별 (카이리)